# Rodrigo Ríos
Rodrigo Ríos, född 25 januari 1977 i Santiago, Chile, är en chilensk före detta fotbollsspelare (mittfältare).